# Villars (Dordogne)
Villars település Franciaországban, Dordogne megyében. Lakosainak száma 464 fő (2022. január 1.). Villars Milhac-de-Nontron, Saint-Martin-de-Fressengeas, Saint-Jean-de-Côle, Saint-Pierre-de-Côle, La Chapelle-Faucher, Champagnac-de-Belair, Quinsac és Saint-Front-la-Rivière községekkel határos.

## Népesség
A település népessége az elmúlt években az alábbi módon változott:
| Lakosok száma | 735  | 586  | 568  | 489  | 476  | 475  | 463  | 454  | 456  | 464  |
|               | 1968 | 1982 | 1990 | 2006 | 2013 | 2015 | 2017 | 2019 | 2020 | 2022 |